# Taylor Perry
Taylor Perry, född 23 juli 2000, är en kanadensisk rugbyspelare. Hon ingick i det kanadensiska lag som tog silver i sjumannarugby vid OS 2024 i Paris.